# 铬酸铵
鉻酸銨是一種黃色單斜結晶，分子式為(NH4)2CrO4，溶於水，遇熱會分解，长期放置會分解放出氨。鉻酸銨主要可以當作媒染剂、催化剂、缓蚀剂等等。

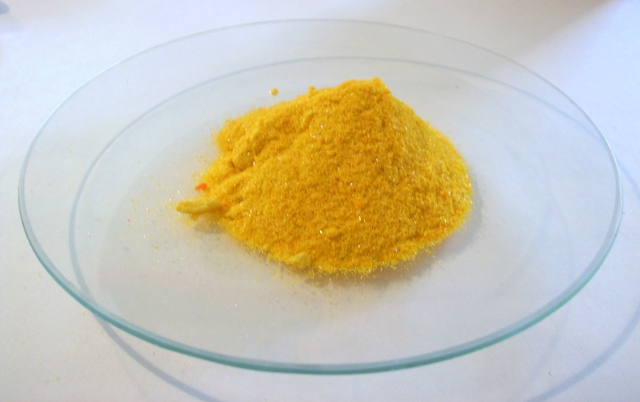